# Plac Icchaka Lejba Pereca we Wrocławiu

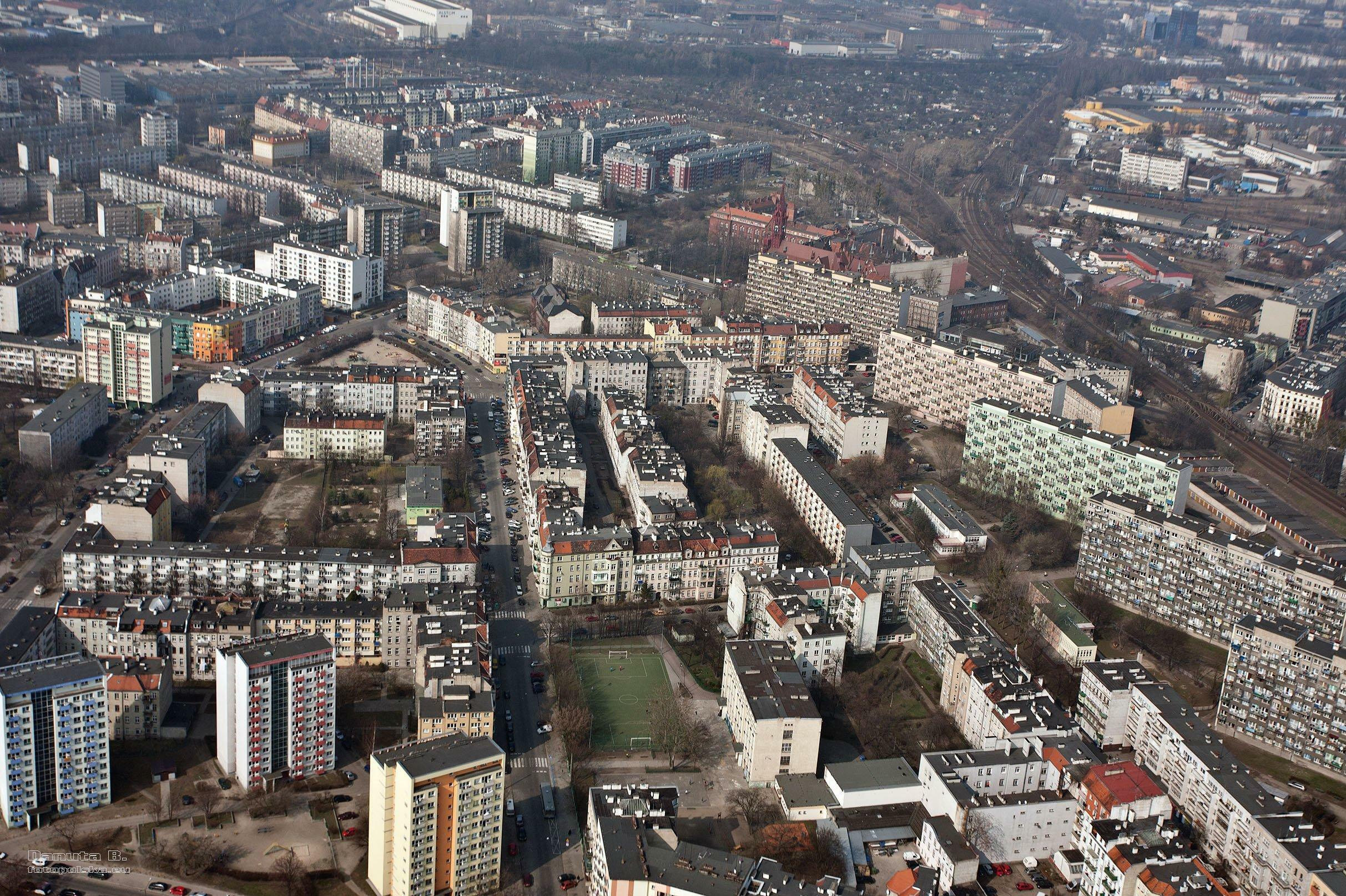
Dzielnica Gajowice i pl. Pereca (w lewej górnej części zdjęcia)

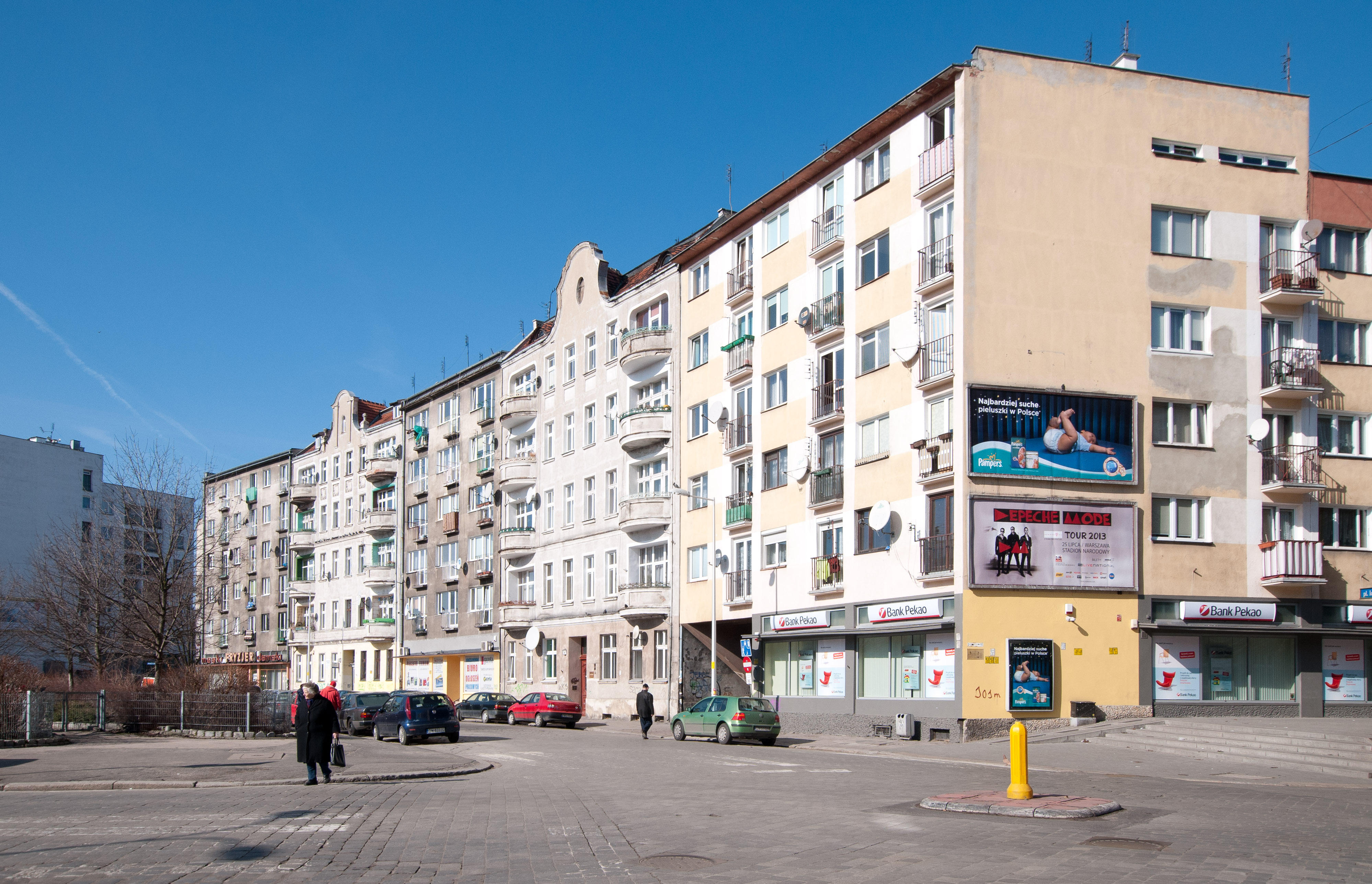
Północna pierzeja, zachowane kamienice i powojenne zabudowa uzupełniająca

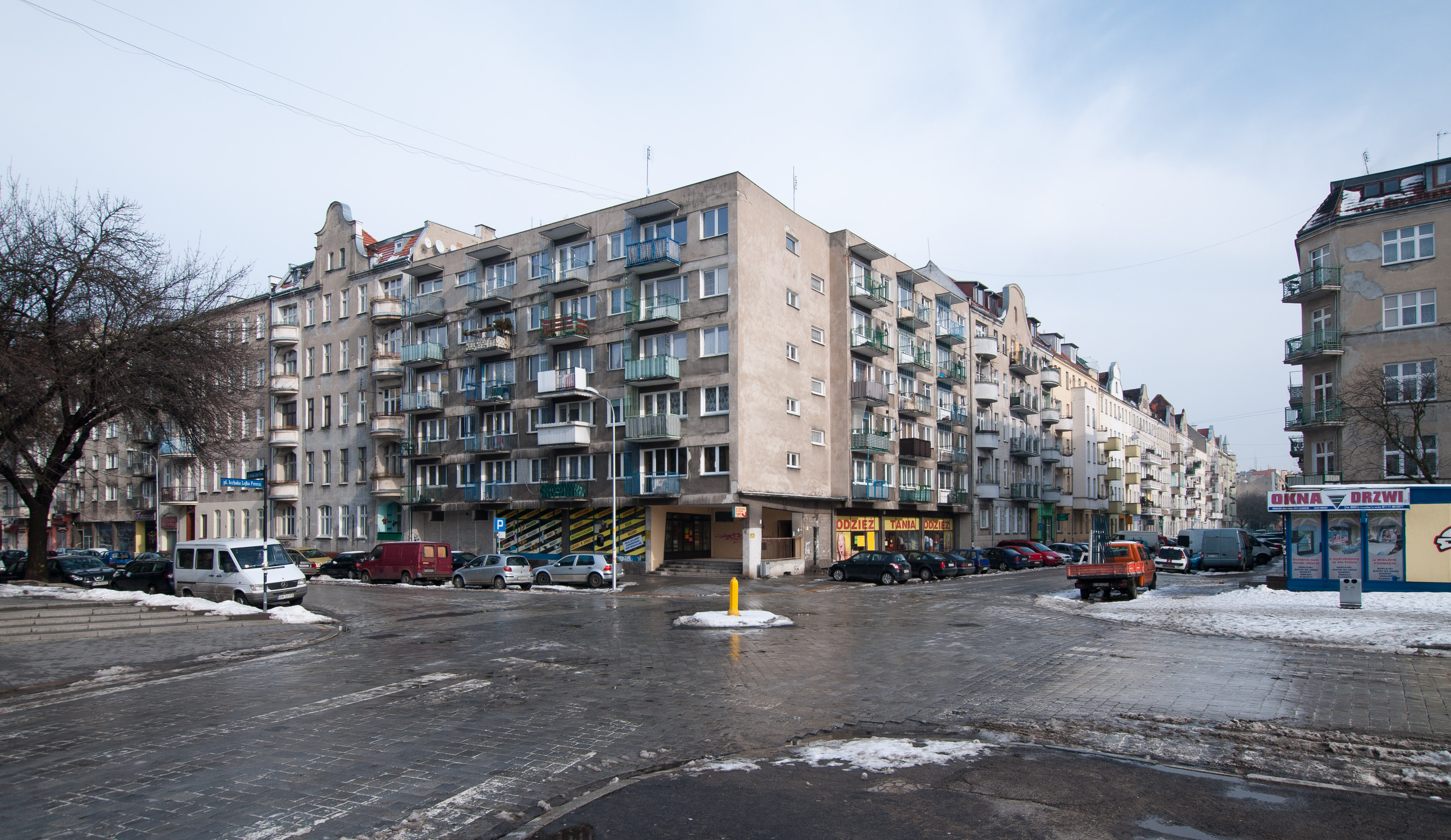
Skrzyżowanie ul. Pereca z ul. Szczęśliwą przy placu

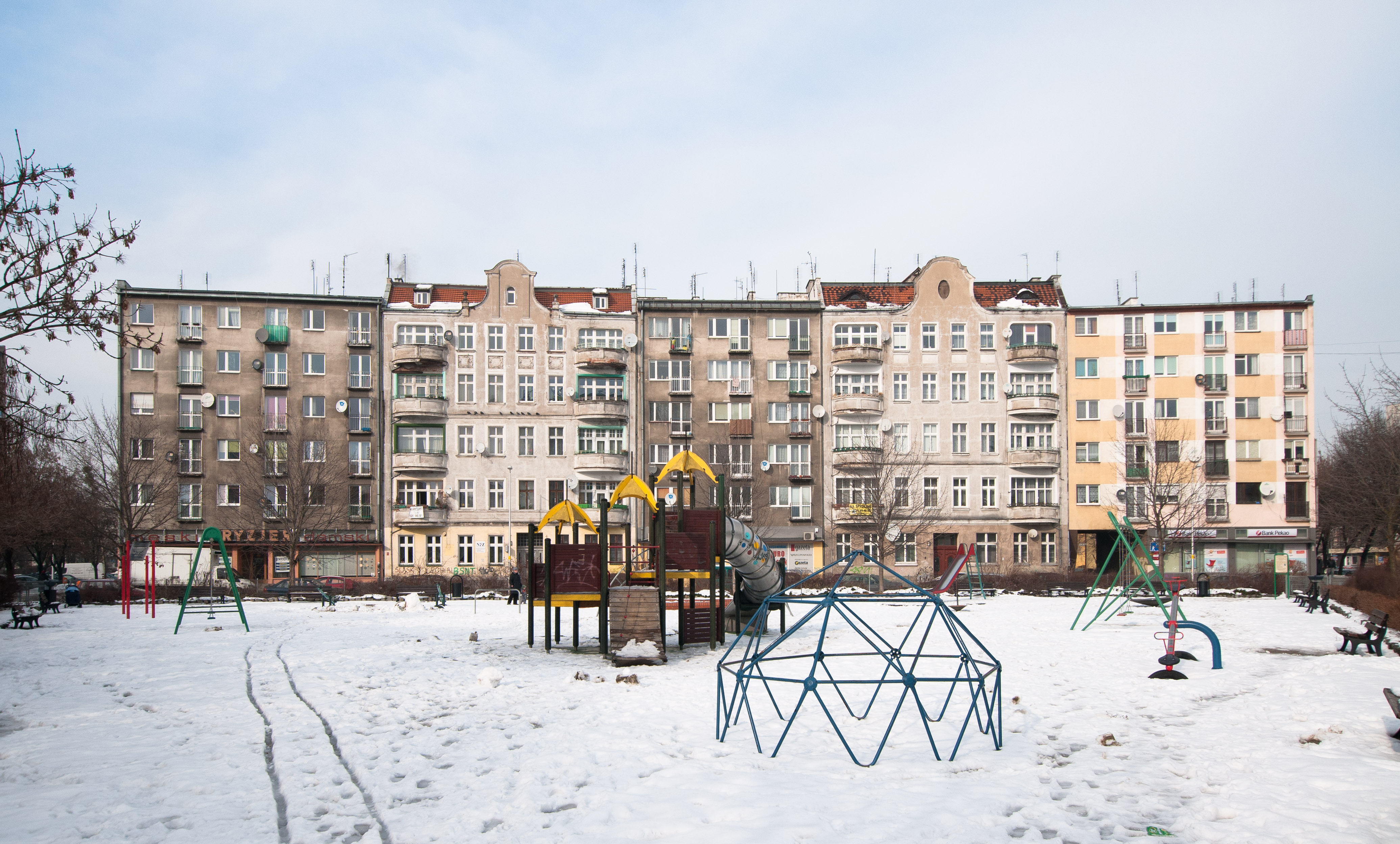
Dawny plac zabaw

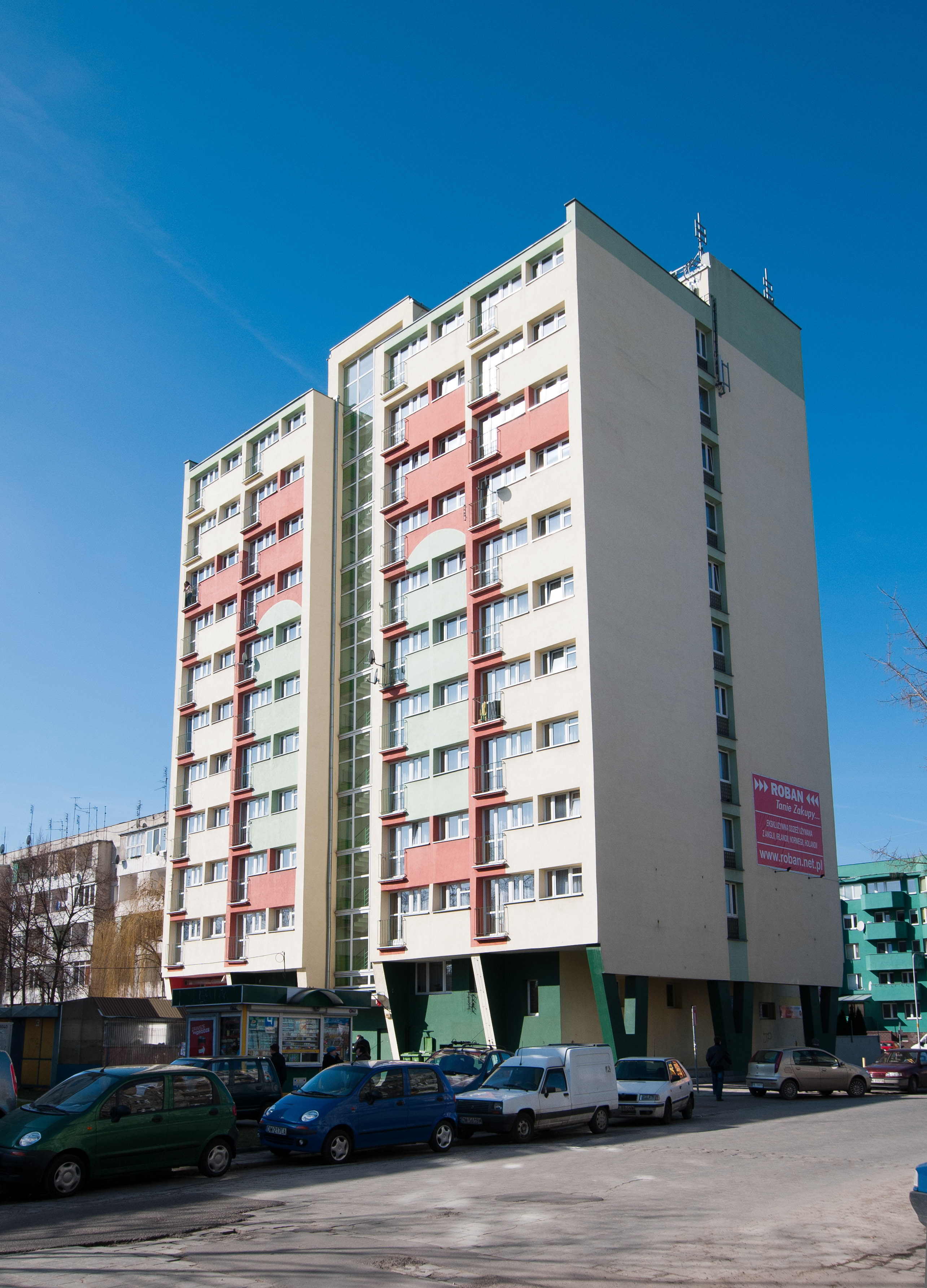
Budynek na rogu Żelaznej i Pereca

Plac Icchaka Lejba Pereca we Wrocławiu (Rehdigerplatz, pl. Zbożowy, pl. Leona Pereca) – plac położony na osiedlu Gajowice we Wrocławiu.

## Historia
Plac tym obszarze został po raz pierwszy uwzględniony w planie regulacyjnym z 1895 roku. Jego wytyczenie nastąpiło w 1903 roku. Zabudowa wokół placu została ukończona w 1910 roku. Były to kamienice w zabudowie ciągłej, których niewielka część zachowała się w pierzei północnej i wschodniej.
W głębi parceli nr 3 powstał w latach 1907–1909 (1908) sierociniec żydowski utworzony przez Związek dla Wychowania Dzieci Żydowskich Wymagających Opieki (Verband zur Erziehung Hilfsbedürftiger Israelitischer Kinder). Funkcjonowała tu również bożnica. Projektantami budynku byli Paul i Richard Ehrlich, którzy ówcześnie współpracowali z gminą żydowską i realizowali dla niej wiele projektów budowlanych. W związku ze wzrostem nastrojów antysemickich od początku XX wieku następował proces powrotu do tworzenia szkół żydowskich. W związku z tym od 1921 roku (1920 r.) funkcjonowała tu szkoła żydowska, a po wojnie w budynku urządzono szkołę podstawową, od 1946 r. im. Szolema Alejchema . W 1998 r. powołano to Szkołę Lauder Etz-Chaim .
W czasie II wojny światowej zabudowa placu została znacznie zniszczona. Odbudowa tej okolicy nastąpiła w latach 60. XX wieku w ramach osiedla mieszkaniowego „Gajowice”. W jej ramach powstał między innymi wieżowiec (róg ulicy Żelaznej i ulicy Icchaka Lejba Pereca) projektu M. Kiełczewskiej w 1964 roku. Funkcjonował tu między innymi hotel wojskowy, hotel dla sportowców WKS Śląsk Wrocław, później hotel ogólnodostępny. W latach 80. XX wieku na parterze z tarasem działała tu kawiarnia „Celina”. Niezabudowany kwartał pomiędzy ulicami Żelazną, Pereca, Ołowianą i sięgaczem północnym Żelaznej (pierzeja zachodnia placu) został zabudowany w latach 1992-1995 zespołem mieszkalno-usługowym według projektu architektów Wojciecha Jarząbka, P. Spychały i E. Wróblewskiej. Wcześniej plac wykorzystywany był jako parking, miejsce dla przyjeżdżających do miasta wesołych miasteczek i cyrków, ulicznego handlu choinkami, itp.
Sam plac był również, wraz z ulicami Pereca, Żelazną i najbliższą okolicą, areną licznych demonstracji i starć z milicją w latach 80. XX. Funkcjonowało ówcześnie potoczne określenie wobec placu i jego otoczenia: Gaz plac, odnoszące się do gazu łzawiącego używanego przez milicję do rozpędzania demonstrantów.
Pierwsze manifestacje przy placu Pereca i w okolicy miały miejsce 13 czerwca – zbudowano barykady, a w starciach rannych było 21 funkcjonariuszy milicji, zatrzymano 123 osoby. Kolejna demonstracja miała miejsce 28 czerwca – podczas której zatrzymano 257 osób. Największe manifestacje we Wrocławiu miały miejsce 31 sierpnia – w tym między innymi w okolicach placu Pereca. W ich trakcie doszło do zamieszek i walk z ZOMO, ORMO i żołnierzami kompanii desantowo-szturmowej.

## Ulice
Do placu przypisana jest jezdnia o długości 95 m biegnąca od ulicy Icchaka Lejba Pereca do ulicy Żelaznej. Jest to droga gminna. Jezdni nadano kategorię drogi uchwałą RM XXXIII/2303/05 z 20.01.2005, a uchwałą 166/III/07 z 26.02.2007 nadano jej numer drogi 106364.
Plac ograniczony jest ulicami:
- ulicą Żelazną (nr drogi 105823)[10][11]
- ulicą Icchaka Lejba Pereca (nr drogi 106396)[11] [12]
- ulicą Szczęśliwą (nr drogi 105687)[13].

## Układ urbanistyczny i otoczenie
Placowi nadano kształt zbliżony do trójkąta , który otoczony jest ulicami: Żelazną, Szczęśliwą i Icchaka Lejba Pereca . Urządzono tu skwer z placem zabaw pośrodku . Ten fragment placu ma powierzchnię 0,25 ha . Oprócz tego po południowej stronie ulicy Icchaka Lejba Pereca odcięty jest niewielki kwartał zagospodarowany jako skwer z zielenią i pojedynczymi drzewami  o powierzchni 0,11 ha .
Południowa i północno-wschodnia pierzeja zabudowana jest ciągłą zabudową mieszkaniową, na którą składają się zarówno pojedyncze kamienice zachowane po wojnie i wyremontowane, jak i budynki plombowe powstałe po wojnie w XX w. Wskazuje się przy tym kamienice położone przy placu Icchaka Lejba Pereca numery 2 i 4 jako wymagające ochrony, stanowiące wartościowy przykład zabudowy czynszowej tego obszaru, które przetrwały wojnę i w przyszłości mogą być wpisane do gminnego rejestru zabytków, a obecnie wpisane są do wykazu takich obiektów. Ocenia się, iż zachowanie tych kamienic miało również istotny wpływ na powojenne zagospodarowanie otoczenia placu i powstałej tu zabudowy, poprzez jej uzupełnienie według pierwotnych linii zabudowy z zachowaniem wcześniejszego jej układu. Pierzeja zachodnia od ulicy Icchaka Lejba Pereca do sięgacza ulicy Żelaznej to wspominany wyżej zespół budynków mieszkalno-usługowych z lat 1992–1995. Natomiast południowo-zachodni narożnik placu (skrzyżowanie ulicy Icchaka Lejba Pereca i Żelaznej) to opisany wyżej dominujący nad placem budynek hotelowy (wieżowiec).

## Nazwy
Nazwy placu:
- Rhedigerplatz: do 1906 r.[17]
- Rehdigerplatz: od 1906 r. do 1945 r.[1][17]
- Plac Zbożowy: od 1945 r. do 11 grudnia 1951 r.[17]
- Plac Leona Pereca: 1948/1956 – 1983/1986[17]
- Plac Icchaka Lejba Pereca[1][17].

Analogiczne zmiany nazwy dotyczyły ulicy współcześnie nazwanej ulicą Icchaka Lejba Pereca.

## Patroni
Patronami placu w jego historii byli:
- Thomas Rehdiger (ur. 19 grudnia 1540 we Wrocławiu, zm. 5 stycznia 1576 w Kolonii) – założyciel Biblioteki Miejskiej[17].
- Icchok Lejb Perec (Leon Perec) (ur. w 1851 w Zamościu, zm. w 1915 w Warszawie) – polski i żydowski pisarz, poeta, prozaik, dramaturg, krytyk, klasyk literatury jidysz i hebrajskiej[19] .